# Ludmila Šimáčková
Ludmila Barbora Šimáčková rozená Křížková (4. listopadu 1844 Praha– 4. července 1879 Praha) byla česká spolková činovnice, publicistka, sufražetka a feministka, první česká obchodní zástupkyně a de facto první česká moderní podnikatelka v prodeji šicích strojů. Spolupracovala s předními osobnostmi českého ženského emancipačního hnutí, jako byly například Karolína Světlá či Sofie Podlipská, se kterými roku 1865 spoluzaložila ženský spolek Americký klub dam.

## Životopis

### Mládí
Narodila se v Praze v české rodině paliče vína a sládka Adolfa Křížka a Marie Kateřiny Křížkové, domácky byla nazývána Liduška či Uška. Otec v té době pracoval v domě čp. 269/I U Halánků na pražském Starém Městě, ve vinopalně vlastněné a provozované vdovou Annou Fingerhutovou (Náprstkovou). Sympatizovala s českou národní myšlenkou a čile se zapojovala do veřejného a spolkového života. Zde se seznámila s jejím synem, Vojtou Náprstkem, se kterým se sblížili. Pokrokově smýšlející Náprstek Ludmilu uvedl do společnosti českých emancipovaných žen, usilujících o národní uvědomění a možnosti lepšího vzdělávání žen a dívek. Z manželství s Náprstkem nakonec sešlo, především vlivem jeho silně dominantní matky, se kterou by živelná Křížková nedokázala vyjít.

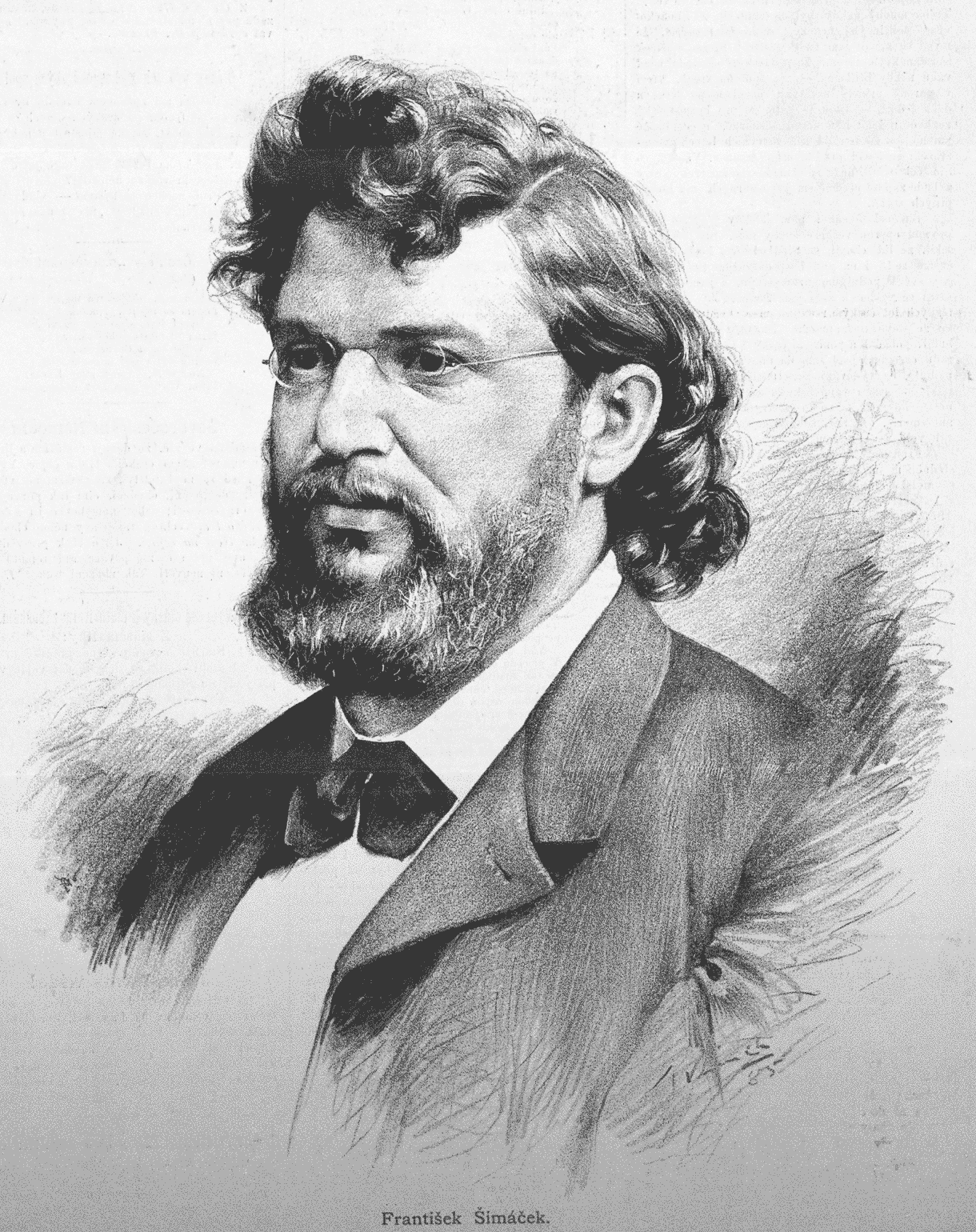
František Šimáček, manžel Ludmily Šimáčkové (kresba J. R. Vilímka, 1885)

Křížková se 26. října roku 1863 provdala za novináře a vydavatele Františka Šimáčka, vydavatele časopisu Posel z Prahy a člena redakce Národních listů, kterého poznala při společenských setkání v domě u Náprstkových.
Stala se členkou Spolku svaté Ludmily, prvního českého ženského spolku. Ten si dal za cíl zaopatřit zejména válečné, vdovy a matky samoživitelky, které po ztrátě manžela nebyly schopny zajistit sobě a svým dětem obživu, a často tak upadaly do chudoby. Z gesce spolku byla pro tyto ženy otevřena řemeslná a obchodní škola.

### Podnikání
V roce 1862 absolvoval Náprstek cestu na Světovou výstavu do Londýna, ze které s sebou do Čech přivezl celou řadu artefaktů a moderních technických vymožeností, včetně mechanického šicího stroje. Ten pro ženy představoval podstatné ušetření práce při domácích činnostech a pro řadu z nich mohl být zdrojem samostatného výdělku.
Ludmila Šimáčková se osobně účastnila Náprstkovy demonstrace šicího stroje, byla produktem nadšena a rozhodla se v Praze otevřít vlastní obchod prodávající šicí stroje. Téhož roku, opět ve spojení s Náprstkem a širokým okruhem pokrokových žen, spoluzaložila ženský spolek Americký klub dam, sídlící v domě U Halánků. S pomocí Vojty Náprstka a jeho kontaktů ve Spojených státech se jí povedlo sjednat zastoupení americké společnosti Wheeler a Wilsons a roku 1865 ve Spálené ulici. čp. 112/II otevřela první prodejnu. Brzy po té již Šimáčková v klubu přednášela a své přednášky také vydala tiskem..
Její obchod se za dobu své existence potýkal s finančními problémy, neboť se v té době šicí stroj ukázal pro řadu českých žen jako příliš nákladná investice. Po několika stěhováních na adresách na pražském Starém a Novém Městě obchod Šimáčkové definitivně zanikl roku 1870.
Roku 1871 se Šimáčková rovněž podílela spolu s Karolínou Světlou, Emílií Bártovou či Věnceslavou Lužickou na vzniku tzv. Ženského výrobního spolku českého. navazujícího a rozvíjejícího činnost Spolku svaté Ludmily.
František Šimáček získal v prvních přímých volbách do Říšské rady roku 1873 mandát poslance Českém zemském sněmu za stranu staročechů.
Její sestra Josefa Křížková, která v domě Náprstkových pracovala, se pak roku 1875, po smrti Anny Fingerhutové, za Vojtu Náprstka provdala.

### Úmrtí
Ludmila Šimáčková zemřela 4. července 1879 v Praze ve věku 34 let, pravděpodobně na tuberkulózu. Byla pohřbena v rodinné hrobce na Olšanských hřbitovech. Ve stejném hrobě je pohřben také její manžel a další příbuzní.

### Rodinný život
Vdala se za novináře Františka Šimáčka, původem z Kostelce nad Labem. Svatba se konala 26. října 1863 v kostele sv. Jiljí. Roku 1864 se narodil první syn Jaroslav, v roce 1866 se narodil druhý syn Bohuslav. Šimáček po Ludmilině smrti založil úspěšné nakladatelství, vydávající například magazín Světozor. Na sklonku života v roce 1882 se podruhé oženil s vdovou Jansovou Tsadlerovou (1851–1885) a podruhé ovdověl.